# Садиба Ансельма
Садиба Ансельма — історична пам'ятка, що знаходиться в селі Шабо Білгород-Дністровського району Одеської області.
Засновником швейцарської колонії Шабо став відомий учений і педагог Луї Венсан Тардан, який у першій чверті 19 століття займався пошуком родючих земель, придатних для виноградарства. Після відвідування Шабо в 1821 році Тардан так описав Шабо для своїх співвітчизників: «Якщо хочете побачити рай на Землі — кращого місця не знайдете».
Є в Шабо і свій замок — особняк відомого в Європі винороба Андре Ансельма. Цей особняк дійсно нагадує мініатюрний замок, адже був побудований у замковому стилі. У 1895 році фотографія особняка була опублікована в паризькому журналі. У радянські часи тут був розташований туберкульозний диспансер.